# Sabbataï Tsevi
Cet article possède un paronyme, voir Ziv.
Sabbataï Tsevi (ou Zvi ou Tzvi, ou Zevi ou Zewi ou Sevi, שַׁבְּתַי צְבִי en hébreu, et Sabetay Sevi en turc ; prénom également écrit Shavtai) est né à Smyrne dans l'Empire ottoman (actuellement Izmir en Turquie) le 1er août 1626 et mort autour du 17 septembre 1676 en exil à Dulcigno (actuellement Ulcinj au Monténégro).
Il a été considéré de son temps comme le Messie par un grand nombre de Juifs. Il est l'inspirateur de la secte turque des Sabbatéens ou Dönme ainsi que de celle des frankistes.

## Biographie

### Jeunesse
Tsevi est né à Smyrne (Izmir) dans une famille aisée venue du Péloponnèse, d'origine possiblement romaniote ou séfarade par son père le négociant Mordekhaï Tsevi, mais ashkénaze par sa mère Clara. Il avait deux frères : Élie et Joseph.
Il a été l'étudiant de Joseph Eskafa, le grand-rabbin d'Izmir auprès duquel il reçoit une éducation biblique, talmudique et kabbalistique. À 18 ans, il était déjà considéré comme un grand kabbaliste, ses maîtres le reconnaîtront comme hakham (sage).

### Un contexte favorable aux messianismes
L'année 1648 marque la fin de la guerre de Trente Ans qui a déchiré l'Europe. L'année suivante, intervient la décapitation du roi Charles Ier d'Angleterre (30 janvier 1649) et l'établissement de la république de Cromwell en Angleterre. 1648, c'est aussi l'année des pogroms du Cosaque ukrainien Bogdan Chmielnicki, qui voit l'extermination de dizaines de milliers de Juifs. Chassés d'Espagne, des marranes séfarades, juifs convertis de force au catholicisme, se réfugient à Amsterdam aux Provinces-Unies où la tolérance religieuse leur permet de retrouver leurs racines juives.
Ce contexte a favorisé le millénarisme : certains attendaient la Parousie et le retour glorieux de Jésus-Christ qui serait précédé par l'antéchrist qu'il tuerait et le rétablissement temporel du royaume d'Israël - ceci faisant écho à la croyance musulmane du Al-Masih ad-Dajjal (« le Messie imposteur »), un démon borgne suivi par les Juifs dans l'eschatologie islamique,. L'arrivée de la date symbolique sur le plan numérologique de 1666 ainsi que l'influence de la kabbale née à Safed sont des éléments qui permettent d'expliquer l'émergence d'un contexte favorable aux messianismes et le succès qu'a rencontré Sabbataï Tsevi. 

### Création et développement du mouvement

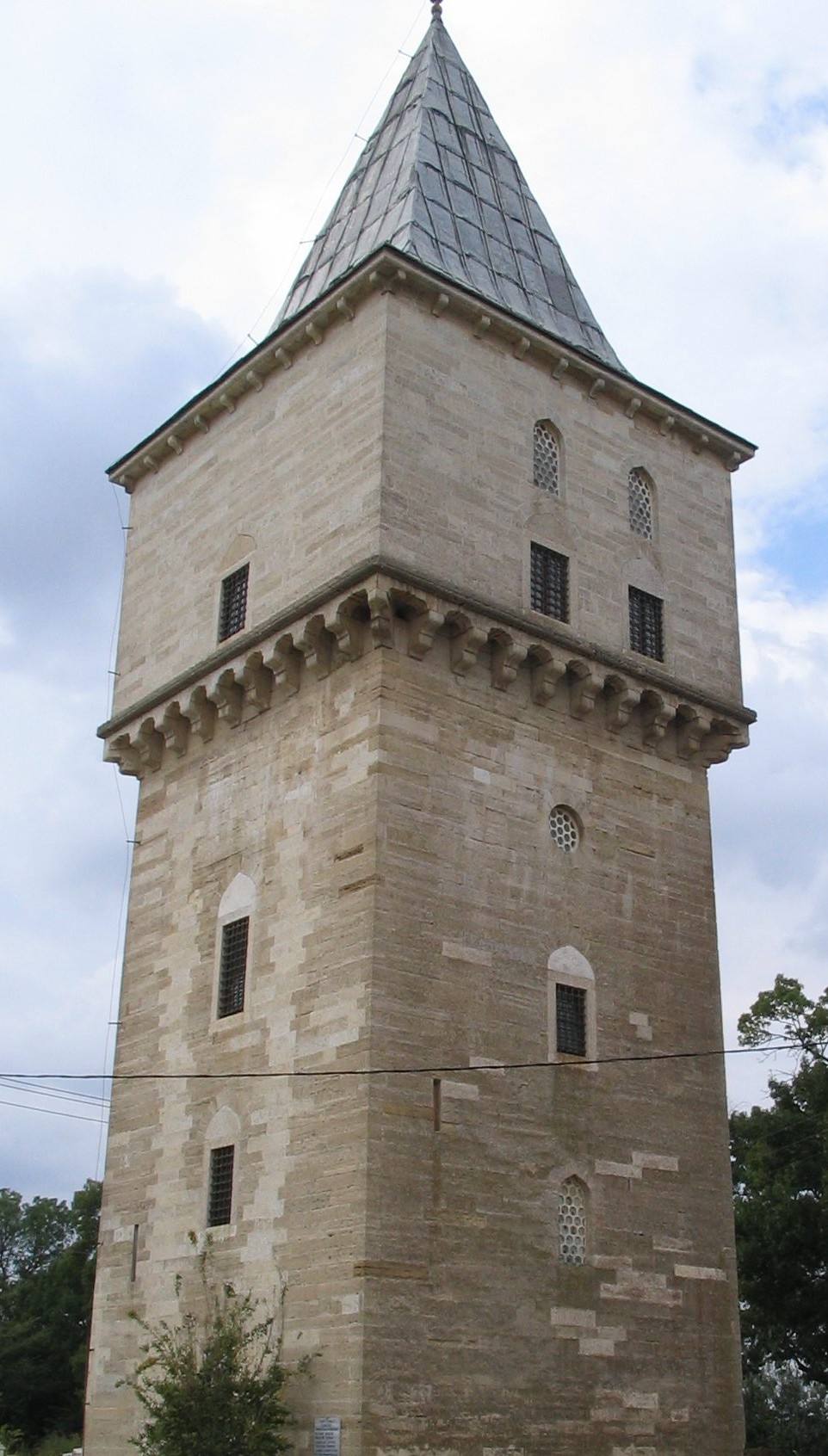
La Tour de Justice - ici, Fazıl Ahmet Köprülü apprend que le « Messie » trahit le judaïsme dans le monde entier, adoptant l'islam.

Sabbataï Tsevi se proclama Messie en 1648, à l'âge de 22 ans. Il s'appuyait sur des révélations qu'il aurait eues qui l'avaient convaincu qu'il devait sauver le peuple juif et sur une interprétation (contestée) du Zohar (un livre de mystique juive), selon laquelle l'année 1648 devait voir la rédemption du peuple juif.
En se proclamant Messie, il allait provoquer un schisme profond au sein du judaïsme, entre ceux qui l'accepteraient et ceux qui le refuseraient.
Au début, son succès fut limité. Il resta à Smyrne plusieurs années, où sa réputation grandit lentement, jusqu'à ce que ses prétentions messianiques lui fassent subir le herem, une sorte de bannissement de la communauté juive, que l'on compare parfois à l'excommunication chez les catholiques. En 1651, ou en 1654, selon les auteurs, lui et ses partisans furent bannis de Smyrne. Après quelques années, ils s'installèrent à Constantinople (aujourd'hui Istanbul) en Turquie, en 1653 ou 1658.
Tsevi y rencontra un prêcheur, Abraham ha-Yakini (disciple de Joseph di Trani (en)), qui l'accepta comme Messie, et affirma même détenir une ancienne prédiction hébraïque annonçant la naissance d'un Messie nommé Shabbethai, fils de Mordecaï Zevi, en l'an 5386 (1626 de l'ère chrétienne).
Avec cet important soutien, Sabbataï Tsevi s'installa à Salonique, ville de l'Empire ottoman (aujourd'hui en Grèce). C'était alors un important centre juif et kabbaliste, et il y développa un fort prosélytisme centré sur sa propre messianité. Il semble y avoir rencontré un important succès dans les milieux juifs, ce qui provoqua finalement son expulsion par les autorités rabbiniques de la ville.
Après une nouvelle errance mal connue, il s'installa au Caire, en Égypte, et y resta entre 1660 et 1662. Il y gagna à sa cause une personnalité juive influente et très riche, Raphaël Joseph Halebi, ou Halabi (Halebi signifie « d'Alep » ou de "H'aleb"). Ce dernier mit une partie de sa fortune à sa disposition, lui permettant de développer ses activités.
En 1663, Sabbataï Tsevi s'installa à Jérusalem, puis revint au Caire, où il obtint de son mécène des sommes nécessaires pour la communauté de Jérusalem, ce qui semble avoir accru son prestige. Après son mariage, il revint en Palestine, où il rencontra Nathan Benjamin Levi, dit Nathan de Gaza, qui devint rapidement son bras droit.

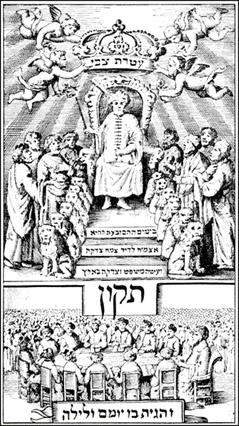
SabbataÏ Tsevi couronné sur le trône en tant que messie, publication Tikkun, Amsterdam, 1666.

L'année 1663 est une année charnière pour l'action de Sabbataï Tsevi. Jusqu'alors meneur d'un petit groupe suspect aux yeux des rabbins, il obtint à compter de cette année un retentissement croissant à travers le monde juif. Une des explications de cette popularité croissante est sans doute l'approche de l'année 1666.
Chez certains chrétiens de l'époque, l'année 1666 (666 est le « chiffre de la Bête » dans l'Apocalypse de saint Jean) était l'année de l'Apocalypse, ou du moins de grands évènements religieux. Cette idée apocalyptique semble avoir eu une influence sur Sabbataï Tsevi et ses disciples, adeptes de sévères mortifications corporelles, comme de fréquents bains de mer, même l'hiver.
En 1665, Nathan de Gaza annonça que l'année suivante verrait le début de l'ère messianique et que Sabbataï Tsevi ramènerait les dix tribus perdues d'Israël en Terre sainte. L'exaltation religieuse atteignit son comble dans des masses juives souvent misérables et ignorantes, rêvant d'une libération et d'une vie transfigurée. À l'inverse, les autorités rabbiniques restaient généralement réticentes ou hostiles.
En 1665, Sabbataï Tsevi fut reçu comme le Messie par les Juifs d'Alep, puis de Smyrne, sa ville natale. Son pouvoir sur les masses juives devenait immense. Il déposa le grand rabbin de Smyrne, Aaron Lapapa, et le remplaça par Haïm Benveniste (en). Des rabbins se rallièrent.
De nombreuses communautés en Europe orientale, en Europe occidentale et au Moyen-Orient le reconnurent avec un enthousiasme incroyable en tant que Messie des Juifs, destiné à les ramener en Terre sainte et à faire renaître le royaume d'Israël. Des communautés entières se préparaient au départ en vendant leurs biens.
Les partisans de Tsevi commencèrent aussi à remettre en cause certaines célébrations ou obligations rituelles. En effet, selon certaines traditions, ces obligations disparaîtraient après l'avènement du Messie. Cette remise en cause, inacceptable pour de nombreux Juifs, augmenta encore les divisions à l'intérieur des communautés.
Au début de 1666, Sabbataï Tsevi partit pour Constantinople, capitale de l'Empire ottoman. Nathan de Gaza avait annoncé qu'il placerait la couronne du Sultan sur sa tête.

### La conversion à l'islam

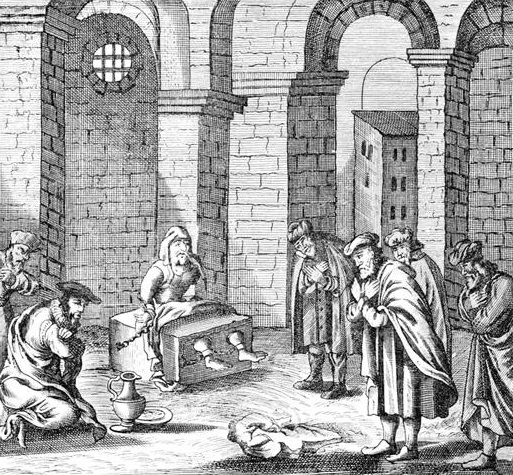
Sabbataï Tsevi prisonnier à Abydos. Gravure v. 1701. Jewish Encyclopedia.

Dénoncé aux autorités ottomanes par les dirigeants de la communauté juive locale comme étant un fauteur de troubles, Sabbataï Tsevi fut convoqué au palais en 1666 pour y rendre des comptes. Par ailleurs, une lettre de Nathan de Gaza prédisait que le Messie ferait du sultan ottoman son serviteur, ce qui aurait pu déboucher sur une exécution de Tsevi par les autorités ottomanes. 
Après deux mois d'emprisonnement à Constantinople, Tsevi fut envoyé à la prison d'État d'Abydos, où il fut d'abord traité avec de grands égards, puis mis au carcan et soumis à des tortures. Il est ensuite transféré dans la prison d'Andrinople (l'actuelle Edirne). La ferveur des fidèles n'ayant pas diminué, Sabbataï Tsevi est sommé par les autorités ottomanes de « prouver ses pouvoirs surnaturels en survivant aux flèches dont il sera la cible ». Il échappe à l'épreuve en se convertissant à l'islam et en prenant, en septembre 1666, le nom d'Aziz Mehmed Efendi.
Sabbataï Tsevi eut par la suite une attitude ambiguë, justifiant sa conversion par un ordre divin, mais conservant certaines pratiques juives et kabbalistes (voir marranisme) qui lui vaudront finalement son exil.
Après des consultations avec les Juifs, le sultan Mehmet IV exile Tsevi à Dulcigno, une petite ville côtière de l'actuel Monténégro, sur l'Adriatique, où il meurt seul en 1676. L'emplacement de sa tombe, longtemps oublié, fut redécouvert en 1985 par Paul Fenton.

## Les suites du sabbatianisme

### Réaction contre le sabbatianisme

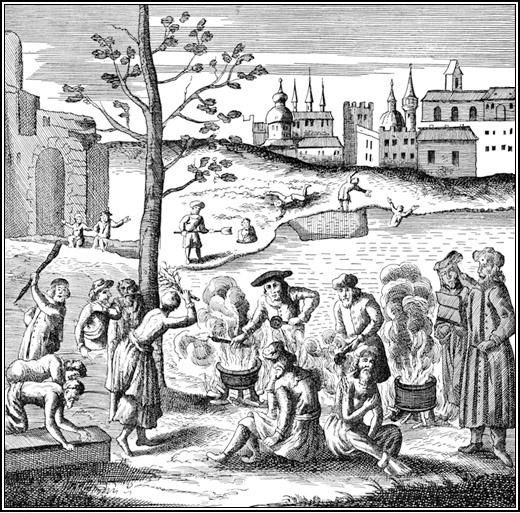
Les Juifs de Salonique font pénitence pour avoir suivi le pseudo-messie. Jewish Encyclopedia, 1901-1906.

Le choc à l'annonce de la conversion de Tsevi à l'islam fut immense, et la déception fut à la hauteur de l'espoir indescriptible qu'il avait soulevé. Beaucoup attendirent quelque temps, pensant à un bref épisode. Mais progressivement, la plupart de ses fidèles abandonnèrent Sabbataï Tsevi dont la mémoire restera longtemps un traumatisme dans l'histoire juive, tant en Europe que dans le monde musulman.

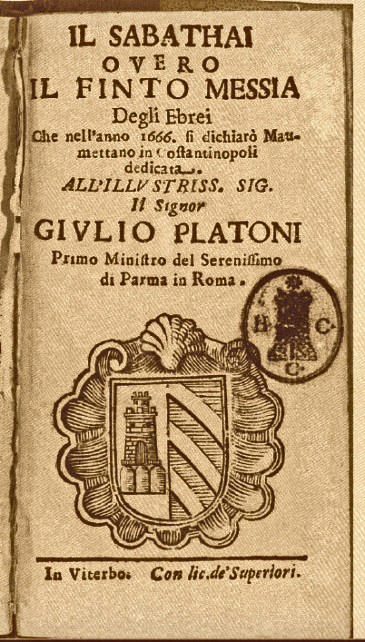
Biographie italienne de Sabbataï Tsevi sous forme d'une lettre anonyme de Constantinople, en date du 15 décembre 1666. Publication à Rome, en 1669

Il y eut dans les années suivantes des reprises en main par les rabbins à travers les nombreuses communautés touchées par les partisans de Sabbataï Tsevi. Une certaine méfiance à l'égard de la mystique juive, la Kabbale, dont Sabbataï Tsevi était un adepte, se développera aussi chez les rabbins. La Kabbale ne sera jamais interdite, mais son enseignement sera beaucoup plus encadré.
À compter de la fin du XVIIe siècle, le judaïsme devient donc très méfiant à l'égard de la mystique et du messianisme, et développe un durcissement doctrinal notable.
C'est contre cette relative « sècheresse » de la vie religieuse que se développera la réaction hassidique du Baal Shem Tov, au XVIIIe siècle. Le hassidisme contient donc aussi l'idée de mouvement protégé contre les deviations messianistes juives comme celles de Sabbataï Tsevi.

### Évolution du sabbatianisme

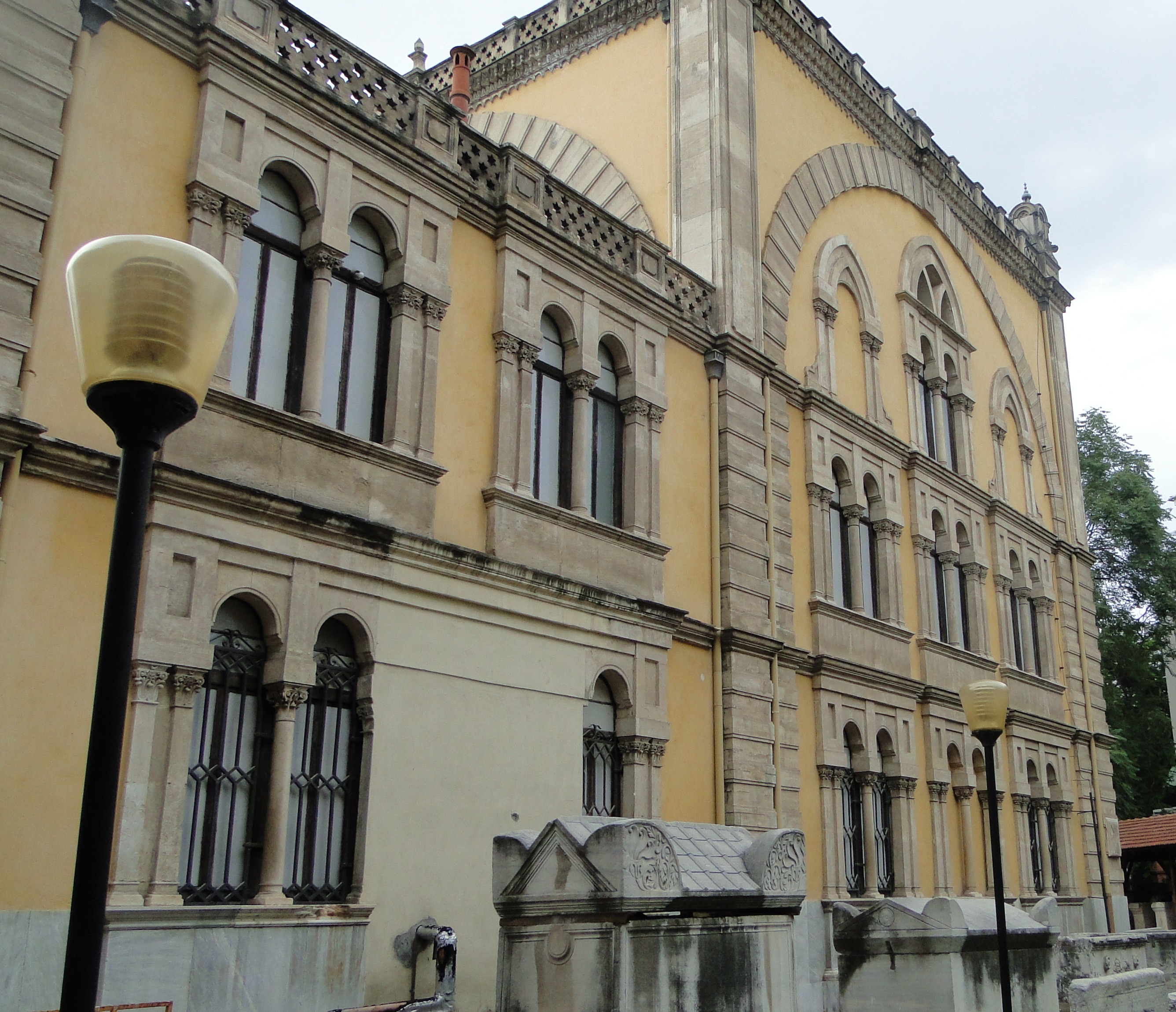
Façade de la mosquée Yeni (ex Archeological Museum), avec ses trouées d'étoiles de David en garde-corps, construite en 1902 par la communauté dönme sous l'empire ottoman, aujourd'hui centre d'exposition, Thessalonique

En Europe, les espoirs nés de la prédication de Sabbataï Tsevi n'avaient pas totalement disparu, et ce sont ces souvenirs qui expliquent la résurgence partielle du mouvement, dans l'Europe orientale du XVIIIe siècle, sous la conduite d'un nouveau messie auto-proclamé : Jacob Frank.
En Turquie, certains décidèrent de rester fidèles à Sabbataï Tsevi et le suivirent dans sa conversion. Ils pratiquent encore une religion officiellement musulmane, mais qui est en fait un mélange d'influences juives et musulmanes, avec même certains apports chrétiens. Ce sont les sabbatéens ou Dönme dont une communauté est installée de nos jours à Yeniköy dans le quartier Sarıyer au nord d'Istanbul.